# Ladies Asian Golf Tour 2009
De Ladies Asian Golf Tour 2009 was het vijfde seizoen van de Ladies Asian Golf Tour. Het seizoen begon met het Thailand Ladies Open, in februari 2009, en eindigde met het Suzhou Taihu Ladies Open, in november 2008. Er stonden drie toernooien op de kalender.

## Kalender
| Data  | Data  | Toernooi                 | Stad         | Winnaar                   | Score | Score | Info |
| ----- | ----- | ------------------------ | ------------ | ------------------------- | ----- | ----- | ---- |
| 18-02 | 20-02 | Thailand Ladies Open     | Samutprakarn | Onnarin Sattayabanphot po | 211   | –5    |      |
| 25-02 | 27-02 | DLF Women's Indian Open  | New Delhi    | Pornanong Phatlum         | 208   | –8    |      |
| 30-10 | 01-11 | Suzhou Taihu Ladies Open | Jiangsu      | Suh Bo-mi                 | 210   | –6    |      |

| po = winnares na play-off |